# Michael Anthony Crisfield
Michael Anthony Crisfield, (* 26. Juli 1942 Wimbledon; † 19. Februar 2002 London) war ein britischer Ingenieurwissenschaftler.

## Leben
Crisfield besuchte die Haileybury School, an der sein mathematisches Talent auffiel, wo er sich aber auch für Blues- und Jazzpiano interessierte, und schloss 1965 sein Bauingenieurstudium an der Queen’s University Belfast ab. 1970 wurde Crisfield mit einer Dissertation über die Finite-Elemente-Methode (FEM) bei schräg laufenden Brücken promoviert. Danach war er ein Jahr in der Brückenabteilung des Ministry of Development von Nordirland. 1971 trat er in die Brückenbauabteilung des Transport & Road Research Laboratory (TRRL) in Camberley ein, wo er es 1989 zum „Individual Merit Deputy Chief Scientific Officer“ brachte und die Abteilung Strukturmechanik leitete. Gleichwohl übernahm er noch im selben Jahr den Lehrstuhl für Computational Mechanics (Numerische Strömungsmechanik) im Department of Aeronautics des Imperial College in London, wo er die Entwicklung von numerischen Methoden der Strukturmechanik im Ingenieurwesen maßgeblich vorantrieb und sich speziell mit der mechanischen Stabilität fortgeschrittener Flugzeugentwürfe zum Beispiel für Kampfflugzeuge befasste und dem Verhalten der dort verwendeten leichten Materialien und Verbundwerkstoffe etwa aus kohlenstofffaserverstärktem Kunststoff. Er starb mit 59 Jahren an Krebs.
Schon früh trug Crisfield aus numerischer und mathematischer Perspektive zur Lösung strukturmechanischer Stabilitätsprobleme wesentlich bei, zum Beispiel bei der Analyse des Durchschlagens von Zylinderschalen und Kastenträgern. Noch während seiner Tätigkeit für das TRRL publizierte Crisfield 1986 sein Buch über die lineare FEM. Er sah es als wissenschaftliche Herausforderung, auch nichtlineare Fälle mit der FEM zu behandeln, worüber er eine zweibändige Monographie veröffentlichte. Sie erschien 1991 und 1997 und wurde 2012 und 2014 durch René de Borst neu bearbeitet. Karl-Eugen Kurrer sieht in ihm einen herausragenden Wissenschaftler der „Diffusionsphase der Strukturmechanik“ (einer Einteilung nach Kurrer, die die Zeit von etwa 1975 bis heute umfasst), der Maßstäbe setzte und auch nach seinem Tode die wissenschaftliche Forschung beflügelte. Seine Entwicklung von numerischen Programmen für die Strukturmechanik trug dazu bei, dass virtuelles Testen am Computer im Ingenieurwesen zunehmend akzeptiert wurde.
In den 1970er Jahren gab es eine Reihe spektakulärer Schadensfälle (Einsturz teilweise noch in der Bauphase) bei Hohlkasten-Brücken aus Stahl in England (Milford Haven), Deutschland und Australien. Crisfield war an der Aufklärung beteiligt (Komitee von Alec Merrison, das 1973 seinen Bericht vorlegte) und die Untersuchung ihrer Stabilität beschäftigte ihn bis in die 1980er Jahre. Das Verhalten war in den damaligen britischen Stahlbaunormen nicht adäquat beschrieben und hatte komplexe Ursachen, ein Anwendungsgebiet für die von Crisfield entwickelten FEM-Techniken für nichtlineares Materialverhalten.

## Werke
- Mit R. S. Puthli: A finite element method applied to the collapse analysis of stiffened box girder diaphragms. In: P. J. Dowling, J. E. Harding, P. A. Frieze (Hrsg.): Steel Plated Structures. S. 311–337. Crosby Lockwood Staples, London 1977.
- An iterative improvement for non-conforming bending elements. In: International Journal for Numerical Methods in Engineering. Vol. 9, 1975, Issue 3, S. 641–648.
- A faster modified Newton-Raphson iteration. In: Computer Methods Applied Mechanical Engineering. Vol. 20, 1979, S. 261–278.
- A fast incremental/iterative solution procedure that handles “snap-through”. In: Computers & Structures. Vol. 13, 1981, S. 55–62.
- Finite Elements and Solution Procedures for Structural Analysis. Volume 1: Linear Analysis. Pineridge Press, Swansea 1986.
- Non-Linear Finite Element Analysis of Solids and Structures. Volume 1: Essentials. John Wiley & Sons, New York 1991.
- Non-Linear Finite Element Analysis of Solids and Structures. Volume 2: Advanced Topics. John Wiley & Sons, New York 1997.
  - Die zweite Auflage erschien als: René de Borst, Mike Crisfield, Joris Remmers, Clemens Verhoosel: Non-linear finite element analysis of solids and structures. Wiley, 2012.
  - Deutsche Ausgabe der 2. Auflage: René de Borst, Mike Crisfield, Joris Remmers, Clemens Verhoosel: Nichtlineare Finite-Elemente-Analyse von Festkörpern und Strukturen. Wiley-VCH, 2014.